# (2360) Volgo-Don
(2360) Volgo-Don (1975 VD3) – planetoida z grupy pasa głównego asteroid okrążająca Słońce w ciągu 4,37 lat w średniej odległości 2,67 au. Odkryta 2 listopada 1975 roku.